# Kaspersky Lab
Kaspersky Lab (IPA: /kæsˈpɝːski/; tiếng Nga: Лаборатория Касперского Laboratoriya Kasperskovo) là một hãng sản xuất và phân phối phần mềm bảo mật của Nga. Hãng được Natalia Kasperskaya và Eugene Kaspersky thành lập từ năm 1997. Kaspersky Lab có trụ sở chính tại Moskva (Nga) và các văn phòng đại diện ở nhiều nước như Đức, Pháp, Hà Lan, UK, Ba Lan, România, Thụy Điển, Nhật Bản, Trung Quốc, Hàn Quốc, Việt Nam và Hoa Kỳ. Các chương trình chống virus, spam, hacker do Kaspersky sản xuất hiện được các chuyên gia và người dùng xếp vào nhóm hàng đầu thế giới.
Năm 2003, Kaspersky Lab được Microsoft trao Microsoft Gold Certified Partner vì những đóng góp vào giải pháp an ninh.
Năm 2005, tạp chí Red Herring liệt kê Kaspersky trong số "Red Herring 100 Europe", một lựa chọn 100 công ty tư nhân tại châu Âu và Israel đóng vai trò hàng đầu về sáng kiến và công nghệ.
Cơ chế chống virus của Kaspersky cũng cung cấp cơ chế cho các sản phẩm hoặc giải pháp được cung cấp bởi các nhà cung cấp dịch vụ an ninh khác, chẳng hạn như Check Point, Bluecoat, Juniper Networks, Sybari (hiện nay đã được Microsoft mua lại), Netintelligence, GFI Software, F-Secure, Borderware, FrontBridge, G-Data, Netasq, v.v. Tất cả gộp lại, trên 120 công ty đã được cấp phép công nghệ từ Kaspersky, điều này làm cho nó là một trong số những cơ chế chống virus sử dụng phổ biến nhất trong công nghiệp.

## Sản phẩm

Kaspersky Internet Security 2010

Dòng các sản phẩm hiện tại của Kaspersky bao gồm Kaspersky Internet Security (KIS) 2017, Kaspersky Anti-Virus (KAV) 2017, Kaspersky Total Security (KTS/PURE) 2017 và Kaspersky Mobile Security (KMS).
Các sản phẩm Kaspersky được sử dụng rộng rãi tại Đông Âu và châu Á, nhưng vẫn chưa được tiếp thị mạnh tại Bắc Mỹ và Tây Âu. Tuy nhiên, tạp chí PC World của Mỹ (kết hợp với AV-Test.org) gần đây đã trao tặng Kaspersky Anti-Virus 6 giải Editor's Choice trong so sánh các phần mềm chống virus năm 2007 của mình, một bước tiến có thể sẽ làm cho việc sử dụng phổ biến hơn tại Tây bán cầu. Ví dụ, hiện tại nó được Sam's Club tiếp thị trong cùng một bộ với dòng sản phẩm Norton của Symantec, là các sản phẩm phổ biến hơn tại Hoa Kỳ.
Dòng sản phẩm mới nhất của Kaspersky cũng được chứng thực cho Windows 10

## Đánh giá độc lập
Nhóm thử nghiệm phần mềm chống virus theo nhu cầu Av-Comparatives đã tặng cho phiên bản Windows XP của Kaspersky AV sự đánh giá "Advanced+" (cao nhất) trong cả thử nghiệm phát hiện tháng 2 năm 2008 (với tần suất cao hàng thứ 4 trong số 16 sản phẩm được kiểm nghiệm. Tuy nhiên, trong thử nghiệm Retrospective/Proactive tháng 5 năm 2008, Kaspersky chỉ nhận được đánh giá "Standard", với sự phát hiện 21% các malware mới với chữ ký chứng thực cũ khoảng 1 tháng.
Tường lửa trong Kaspersky Internet Security 7.0 nhận được đánh giá "Rất tốt" trong thách thức tường lửa của Matousec, với kết quả 85%. Kaspersky Anti-Virus 7.0 đạt tới kết quả 6,5 trên 8 trong thử nghiệm phát hiện Rootkit chống Malware. Nó cũng đạt tới 31 trong số 33 phát hiện về virus đa hình và kết quả 97% trong thử nghiệm tự bảo vệ.
Theo trung tâm thử nghiệm độc lập, Kaspersky Anti-Virus (trước đây là AntiViral Toolkit Pro) được đánh giá cao trong số các trình quét virus theo tốc độ phát hiện. Năm 2007, Kaspersky Internet Security 7 nhận được giải thưởng từ tạp chí PC Pro của Anh cũng như thắng trong "A List" của nó.
Ngoài ra, Kaspersky cũng gần như vượt qua tất cả các thử nghiệm so sánh Virus Bulletin kể từ tháng 8 năm 2003 (thất bại: tháng 6 năm 2007, tháng 12 năm 2007 và 08-6). Theo tạp chí PC World, phần mềm chống virus của Kaspersky cung cấp sự cập nhật sớm nhất đối với các virus mới và các đe dọa an ninh trong công nghiệp. Trong thử nghiệm so sánh Av-Comparatives gần đây nhất thì thông báo kỹ thuật được xây dựng theo Kaspersky 2009 đã đạt được mức gần 85% tốc độ phát hiện tiền hoạt động, trong đó bao gồm cả phân tích heuristic và các phương pháp Hệ thống ngăn cản xâm nhập (IPS) trên hệ thống phòng ngừa trên máy chủ. Kaspersky Anti-Virus 2009 nhận được đánh giá 6,0 (đánh giá cao nhất) bởi tạp chí 
PC World PRO.
Tháng 11/2022, AV-Test cũng đã đưa ra đánh giá Kaspersky VPN Secure Connection, một sản phẩm bảo mật kênh truyền, đạt giải thưởng của AV-Test <

## Kiện tụng và tranh cãi phần mềm của bên thứ ba
Tháng 5 năm 2007, nhà phân phối adware Zango đã kiện Kaspersky Lab, buộc tội công ty này về tội phỉ báng thương mại vì ngăn chặn việc cài đặt phần mềm Zango. Trong tháng 8, tòa đã ra phán quyết rằng Communications Decency Act 1996 (đạo luật về khuôn phép trong công nghệ thông tin) của Hoa Kỳ đảm bảo sự miễn tố cho Kaspersky.

## Các tuyên bố trên phương tiện thông tin đại chúng
Đầu năm 2005, Kaspersky Lab tiết lộ rằng họ đã được liên lạc bởi "một người sử dụng hỏi về việc xóa lây nhiễm trong các máy tính của một số ô tô Lexus... Người sử dụng nói rằng sự lây nhiễm xảy ra thông qua điện thoại di động". Sau đó Lexus công bố rằng họ đã điều tra lời đồn đại về virus và xác định rằng nó không có cơ sở.
Ngày 5 tháng 4 năm 2007, Kaspersky Lab tuyên bố rằng đã tìm thấy virus lây nhiễm vào iPod của Apple. Thông cáo báo chí viết rằng: "Cần phải nhấn mạnh rằng để virus có thể hoạt động, Linux cần phải được cài đặt trên iPod.". Kaspersky Internet Security 7 và 2009 bao gồm cả tùy chọn xây dựng sẵn gọi là công nghệ "roll-back" (lùi lại). Khi sự lây nhiễm được phát hiện, nó sẽ cho người dùng tùy chọn để "lùi lại", làm cho máy tính của người dùng lùi lại vào thời điểm trước khi lây nhiễm được phát hiện để có thể coi là máy tính của người dùng chưa bị lây nhiễm. Với tùy chọn này, nó làm cho người dùng có thể loại bỏ các phiền toái mà các phần mềm phòng chống virus khác không thể làm được, chẳng hạn như virus Smitfraud-C, một loại virus lan truyền như bệnh dịch cho phần lớn các công ty.